# Płonne-Plebanka
Płonne-Plebanka – kolonia w Polsce położona w województwie kujawsko-pomorskim, w powiecie golubsko-dobrzyńskim, w gminie Radomin.
W latach 1975–1998 miejscowość należała administracyjnie do województwa toruńskiego.